# Peter Andre
Peter Andre, pseudonimo di Peter James Andrea (Londra, 27 febbraio 1973), è un cantante e personaggio televisivo britannico.

## Biografia
Andre viene scoperto da un talent show australiano nel 1990, debutta nel 1992 con il singolo Gimme Little Sign, raggiungendo la posizione numero tre nella classifica dei dischi più venduti in Australia e rimanendo in classifica per trentuno settimane. Il suo primo album, che porta il suo stesso nome, Peter Andre, ottiene ottimi risultati e alla fine dell'anno Gimme Little Sign è il singolo più venduto dell'anno.
Nel 1995, Peter Andre sbarca nel mercato europeo con il singolo Only One che ottiene un discreto successo nel Regno Unito. Ma è soltanto il singolo successivo a portare definitivamente Andre alla luce della ribalta, Mysterious Girl (in collaborazione con il duo reggae Bubbler Ranx). È soprattutto il video di Mysterious Girl che esibisce il fisico muscoloso del cantante, a spingere il disco fino alla posizione numero due della classifica inglese, ed il successivo album Natural alla numero uno. Seguono altri due singoli di grande successo Flava e I Feel You, e Peter Andre ottiene notorietà in tutta Europa. Il tentativo però di passare dal pop al R&B non ottiene il successo sperato, ed il suo album successivoTime Only (che contiene una cover del brano Kiss the Girl, tratto dal cartone animato Disney La sirenetta) arriva al suo apice alla posizione numero ventotto. Andre viene quindi licenziato dalla propria casa discografica e passerà diverso tempo prima che il cantante rientri in classifica.
Nel frattempo partecipa al progetto benefico Gift Of Christmas, insieme ad artisti come Backstreet Boys, Boyzone, E.Y.C., Sean Maguire, Deuce, Ultimate Kaos, Let Loose, East 17, Dannii Minogue ed altri.
Durante questo periodo partecipa al reality show inglese I'm a Celebrity... Get Me Out of Here!, dove conosce la sua futura moglie, la modella Katie Price. In seguito, nel 2004 ripubblica una nuova versione di "Mysterious Girl" che ottiene un insperato successo, riuscendo ad arrivare fino al primo posto della classifica inglese. Nel 2005, Andre e la moglie hanno duettato nel brano A Whole New World, tratta dal film Aladdin.
Nel 2007, Peter Andre e la moglie appaiono nel reality show Katie & Peter: The Next Chapter, sul canale satellitare E!.

## Discografia

### Album in studio
- 1993 - Peter Andre (Melodian)
- 1996 - Natural (Mushroom, #DX2005)
- 1997 - Time (Mushroom, #MUSH18CD)
- 2004 - The Long Road Back (East West, #5046738102)
- 2006 - A Whole New World (con Katie Price) (K&P, #KANDPCD1)
- 2009 - Revelation (Conehead)
- 2010 - Accelerate (Conehead)
- 2012 - Angels & Demons (Conehead)
- 2014 - Big Night (Andre Music)
- 2014 - White Christmas (Andre Music)
- 2015 - Come Fly with Me (Andre Music)

### Raccolte
- 2002 - The Very Best of Peter Andre: The Hits Collection (Music Club)
- 2005 - The Platinum Collection (Warner)
- 2010 - Unconditional: Love Songs (Rhine)

### Singoli
- 1992 - Drive Me Crazy
- 1992 - Gimme Little Sign
- 1993 - Funky Junky
- 1993 - Let's Get It On/Do You Wanna Dance? (feat. Eric Sebastian)
- 1994 - To the Top
- 1995 - Turn It Up (feat. Ollie J)
- 1995 - Mysterious Girl (feat. Bubble Ranx)
- 1996 - Get Down on It (feat. Past to Present)
- 1996 - Only One
- 1996 - Flava
- 1996 - I Feel You
- 1997 - Natural
- 1997 - All About Us (feat. Montell Jordan e Lil' Bo Peep)
- 1997 - Lonely
- 1998 - All Night, All Right (feat. Warren G e Coolio)
- 1998 - Kiss the Girl
- 2004 - Insania
- 2004 - The Right Way
- 2006 - A Whole New World (feat. Katie Price)
- 2009 - Behind Closed Doors
- 2009 - Unconditional
- 2010 - I Can't Make You Love Me
- 2010 - Defender
- 2011 - Perfect Night
- 2012 - Bad as You Are
- 2014 - Kid
- 2014 - Big Night
- 2014 - Christmas Time's for Family